# Brian Stanbridge
Sir Brian Gerald Tivy Stanbridge (6 luglio 1924 – 12 febbraio 2003) è stato un ufficiale inglese.

## Carriera
Stanbridge entrò nella Royal Air Force nel 1942 e servì nella seconda guerra mondiale come pilota del XXXI Squadrone in missione in Birmania.
Egli è diventato un pilota della Queen’s Flight nel 1954 servendo come istruttore per il duca di Edimburgo. Dopo aver frequentato la Royal Naval Staff College nel 1958, divenne ufficiale dello Staff di personale per l'Air Officer Commanding-in-Chief, Coastal Command. Dopo aver frequentato la Joint Services Staff College nel 1962, egli si unì al personale dello Staff College, Camberley alla fine dell'anno.
Trasferito allo staff del gruppo permanente della NATO a Washington nel 1966, divenne direttore della RAF e fu nominato capitano del gruppo responsabile delle operazioni nella sede RAF Coastal Command nel 1968.
Fu segretario del Comitato dei capi di stato maggiore nel 1971 e assistente comandante della RAF Staff College nel 1973. Il suo ultimo incarico era segretario dei servizi di difesa dal 1975 fino a quando si ritirò nel 1979.
Quando era in pensione è stato direttore generale del comitato dell'utente Air Transport. Fu anche presidente della RAF Gliding & Soaring Association.